# 原つむぎ
原 つむぎ（はら つむぎ、1998年1月6日 - ）は、日本のグラビアアイドル、タレント。兵庫県出身。ラフェイスプロを経てアイエス・フィールド所属。

## 略歴
デビュー前は大学で保育系の学科に通い、保育士と幼稚園教諭の資格を取得。就活の時期に保育士が本当にやりたい職業なのか分からなくなり、イベントコンパニオンをしようとしたが、コロナ禍の影響で仕事がなく、家でネットサーフィンしているときに『ミスFLASH』のオーディションを見つけて受けたものの落ちた。しかし、これをきっかけに当時のマネージャーと出会い、デビューに至る。
2020年12月23日、1stDVD『ミルキー・グラマー』（竹書房）を発売。
2020年12月25日、アイドル専門ポータルサイト「東京Lily」が、ユーザーの投票を元に「あなたが選ぶ2020年MVP」の結果発表を行い、「【2021年注目アイドル賞】第1位」を受賞。
2021年7月、アイエス・フィールドに所属することを自身のTwitterで報告した。
2021年9月27日発売の『週刊プレイボーイ』（集英社）の企画「超次世代グラドルボイン番付 2021年秋場所」にて、「東の横綱」に選出。
2021年12月17日、グラビアアイドルDVD販売会社が選ぶアワード『グラビア・オブ・ザ・イヤー2021』（主催：キネマ旬報社）にて、新人賞を受賞。
2023年3月24日、1st写真集『つむと一緒』（竹書房）を発売。

## 人物
- 趣味：カラオケ、サバゲー、絶叫アトラクションに乗ること、可愛い女の子を見ること[1]。
- 特技：背中が超柔らかい、お笑いサバゲー[1]。
- クラシックバレエの経験者である[11]。
- お笑いコンビ「ビキニクリエイター」として、2021年と2023年のM-1グランプリ予選に出場した（相方は芸人でYouTuberの軟骨!）[12]。ビキニクリエイターとしては不定期的に舞台に立っており、2024年開催のショーレース「堂山ダイアゴナル」では決勝進出[13]、第13回関西演芸しゃべくり話芸大賞では特別賞を受賞した[14]。
- プロ野球・読売ジャイアンツのファンであり、プロ野球チップスのカードを集めている[15]。

## 出演

### テレビ番組
- グラドル向上委員会（仮）#11（2021年12月20日、BSスカパー!）- MC：橋本梨菜、共演：愛萌なの、月城まゆ[16]
- ヒロミ・指原の“恋のお世話始めました”（2022年8月26日、テレビ朝日）[17]
- 天久鷹央の推理カルテ 第1話（2025年4月22日、テレビ朝日） - 小野寺真由 役[18]

### ウェブ配信
- 東京Lily 【図工の時間】#2（2022年3月1日、YouTube）共演：日向葵衣、村上りいな、愛萌なの[19]
- 佐久間宣行のNOBROCK TV（2022年8月31日、YouTube）[20]
- KAMERACOZO #2（2023年7月4日、ニコニコチャンネルプラス）- MC：青山ひかる、呂布カルマ、共演：天羽希純[21]

### 音声配信
- よゐこ有野のノーギャラジオ（2022年5月9日、Radiotalk）[22]
  - 公開生放送！よゐこ有野のノーギャラジオIN しらこばと水上公園（2023年5月20日、Radiotalk）[23]
- 風吹ケイのKラジオ（2023年6月21日[24]、6月28日[25]、AuDee）

### 映画
- TURNING POINT（2022年4月9日 - 10日、エンタメイティブ株式会社） - 篠塚由梨 役[26]

## 作品

### イメージビデオ
- ミルキー・グラマー（2020年12月23日、竹書房）[27][28]
- 好きになっちゃわへん？（2021年3月24日、イーネット・フロンティア）[29][30]
- 恋して、つむぎ先生！（2021年6月17日、ギルド）[31][32]
- プリンがライバル（2021年10月22日、竹書房）[33][34]
- まるさんかくまる（2022年1月28日、スパイスビジュアル）[35][36]
- ちゅむらんま（2022年4月20日、ラインコミュニケーションズ）[37][38]
- ネオぶりっこ最強説（2022年8月23日、エアーコントロール）[39][40]
- つむぎアトラクション（2022年12月23日、竹書房）[41][42]
- つむと一緒（2023年4月21日、竹書房）[43]
- Simply Big（2023年10月24日、エアーコントロール）[44][45]
- 僕の彼女は可愛い九尾（2024年1月22日、サウスキャット）[46][47]
- 紬（2024年4月24日、スパイスビジュアル）[48][49]
- やっぱりつむが好き（2024年8月20日、ラインコミュニケーションズ）[50][51]
- マシュマロがライバル（2025年1月24日、竹書房）[52][53]
- Iの未来予想図（2025年5月10日、ラインコミュニケーションズ）[54][55]

### 動画配信
- 本当はわたし、お尻が凄いんです（2022年5月10日、ギルド）[56]
- 刺激的な計画（2023年5月10日、ギルド）[57]
- 私との甘い日々（2024年6月27日、ギルド）[58]

## 出版

### 写真集
- つむと一緒（2023年3月24日、竹書房、撮影：小塚毅之）ISBN 978-4801934771[59][60]
- まいぺーす。（2025年3月26日、徳間書店、撮影：高橋慶佑）ISBN 978-4198659882[61][62]

### フォトブック
- 原つむぎは、酔うと床で寝るらしい。（2022年12月20日、サイゾー、撮影：松木宏祐）ISBN 978-4866251639[63][64]

### オムニバス写真集
- むっちむち写真集（2022年12月9日、一迅社、撮影：須崎祐次）他モデル：天木じゅん、伊川愛梨、徳江かな、能美真奈、藤乃あおい ISBN 978-4758017985[65]

### デジタル写真集
- 先生の誘惑（2021年11月14日、ギルド）
- 脱がさないで（2021年12月31日、ギルド）
- 大きいって素晴らしい（2022年1月3日、ギルド）
- 【グラビア秘宝館】 せつない笑顔とわがまま巨乳（2022年3月1日、講談社［週刊現代デジタル写真集］、撮影：イワタ、小林修士）[66]
- 【グラビア秘宝館】 101センチのミルキーバスト（2022年3月1日、講談社［週刊現代デジタル写真集］、撮影：イワタ、小林修士）[67]
- 夢の国へようこそ（2022年3月7日、集英社［週プレ PHOTO BOOK］、撮影：LUCKMAN）共演：藤乃あおい、未梨一花[68]
- 渚のつむぎ（2022年5月17日、イーネット・フロンティア）
- 優しいあの子（2022年6月6日、イーネット・フロンティア）
- 原つむぎが水着でボルダリング（2022年6月10日、講談社［ヤンマガデジタル写真集］、撮影：田中智久）[69]
- 原つむぎが水着でバレエ（2022年6月10日、講談社［ヤンマガデジタル写真集］、撮影：田中智久）[70]
- 柔らかな爆弾ボディ（2022年9月7日、徳間書店［アサ芸Secret!デジタル写真集］、撮影：野澤亘伸）
- まるさんかくまる 〜Ver.1･2〜（2022年12月25日、スパイスビジュアル）
- すぴんおふ（2022年12月27日、ラインコミュニケーションズ［Idol Line］）
- Kiss You（2023年1月25日、エー・ビー・エンターテイメント）
- 週刊GIRLS-PEDIA 006（2023年3月1日、KADOKAWA）[71]
- 2023春 尻コレ（2023年3月6日、集英社［週プレ PHOTO BOOK］、撮影：内山一也）共演：咲村良子[72]
- 「誘う」怪しい笑み（2023年4月1日、アイロゴス［必撮！まるごと☆］、撮影：富田恭透）
- つむと一緒 アザーカット版（2023年6月2日、竹書房［Bamboo e-Book］、撮影：小塚毅之）
- むっちむち写真集 原つむぎ編（2023年6月2日、一迅社、撮影：須崎祐次）
- 百発百中ずっきゅん（2023年7月1日、アイロゴス［必撮！まるごと☆］）
- つむぎ愛（2023年7月6日、ギルド）
- 【グラビア秘宝館】 巨乳3姉妹（2023年7月21日、講談社［週刊現代デジタル写真集］、撮影：イワタ、塩原洋）共演：白川のぞみ、ぷにたん[73]
- ぷよぷよ！！（2023年9月1日、小学館［週刊ポストデジタル写真集］、撮影：イワタ、TOYO）[74]
- 原つむぎ Special Edition（2023年10月1日、アイロゴス［必撮！まるごと☆］）
- つむぎます（2023年11月1日、アイロゴス［必撮！まるごと☆］）
- 脱いだり透けたり（2023年11月21日、集英社［週プレ PHOTO BOOK］、撮影：LUCKMAN）[75]
- 思い出をつむいで（2023年12月1日、アイロゴス［必撮！まるごと☆］）
- つむぎとりたい（2024年2月1日、アイロゴス［必撮！まるごと☆］）
- 秘蜜（2024年3月1日、アイロゴス［必撮！まるごと☆］）
- 夜会（2024年3月22日、PAD［ギルドデジタル写真集］）
- 〜もしもあのグラドルが若妻だったら〜（2024年3月25日、文友舎［Exciting Girlsデジタル写真集］、撮影：小林修士）
- like in Heaven（2024年3月28日、KADOKAWA［Gテレデジタル！］）[76]
- LOVE SHOT（2024年4月1日、アイロゴス［必撮！まるごと☆］）
- つゆだく！（2024年5月1日、アイロゴス［必撮！まるごと☆］）
- 紬 〜Ver.1･2〜（2024年8月1日、スパイスビジュアル）
- 原つむぎBEST vol.1（2024年9月1日、アイロゴス［必撮！まるごと☆］）
- Kiss You 2（2024年9月26日、エー・ビー・エンターテイメント）
- NIPPONグラドル58人（2024年10月7日、集英社［週プレ PHOTO BOOK］、撮影：LUCKMAN、藤本和典、佐藤佑一）[77]
- 規格外ボディ（2024年10月15日、双葉社［漫画アクションデジタル写真集］、撮影：富田恭透）[78]
- はみでちゃう。 Vol.1･2（2024年11月8日、講談社［FRIDAYデジタル写真集］、撮影：鈴木ゴータ）[79][80]
- どこにもいかないで（2024年11月26日、光文社［FLASHデジタル写真集］、撮影：栗山秀作）[81]
- やっぱりつむが好き（2024年12月28日、ドラゴンフライブック［Idol Line］）
- 癒しの笑顔（2025年2月14日、竹書房［Bamboo e-Book］）
- パーフェクトスタイル（2025年2月14日、竹書房［Bamboo e-Book］）

### トレーディングカード
- 原つむぎ ファースト・トレーディングカード（2023年9月16日、ヒッツ）[82][83]